# Analytische Ontologie
Die Analytische Ontologie ist eine Teildisziplin innerhalb der Analytischen Philosophie. Wie die klassische Ontologie untersucht sie die allgemeinsten Merkmale und grundlegenden „Bestandteile“ der Wirklichkeit und wie diese „ineinander greifen“. Sie fragt danach, was als fundamentale Arten des Seienden angenommen werden sollen (Dinge, Eigenschaften, Sachverhalte, Ereignisse, Prozesse etc.), wie diese zu verstehen sind und in welchen Abhängigkeitsbeziehungen sie zueinander stehen.
In der Analytischen Ontologie können naturalistische, phänomenologische und deskriptive Richtungen unterschieden werden. Das Gemeinsame der inhaltlich oft sehr unterschiedlichen Positionen stellt die Verwendung von formalen Hilfsmitteln dar; einige frühe Ansätze orientierten sich methodisch an einer Analyse sprachlicher Ausdrücke und Strukturen. Umstritten ist, ob so gefundene Grundstrukturen die Strukturen des Seienden an sich selbst widerspiegeln (realistischer Ansatz) oder primär Strukturen unseres Erkennens und Begreifens ausmachen, die auf ein erfahrungsunabhängig Seiendes nur projiziert werden (konstruktivistischer Ansatz).
Die gegenwärtige Analytische Philosophie identifiziert in der Regel Ontologie mit Metaphysik. Sie beschäftigt sich mit fast dem gesamten Spektrum klassischer ontologischer Fragen, weswegen heute vielfach eine Gegenüberstellung von klassischer und analytischer Ontologie in Frage gestellt wird.

## Geschichte
Der Beginn der Analytischen Philosophie war zunächst mit einer Ablehnung der Metaphysik bzw. Ontologie verbunden. Diese richtete sich vor allem gegen idealistische Systeme wie die von Bernard Bosanquet und Francis Herbert Bradley. Die Elimination der Metaphysik wurde zu einem Grundanliegen der Analytischen Philosophie. Dennoch waren bereits in ihren Anfängen versteckt metaphysische Elemente enthalten wie etwa in den Bemühungen die philosophischen Probleme durch eine „Logische Syntax“ der Sprache (Rudolf Carnap) oder durch Begriffsanalyse zu lösen. Die wirkmächtigsten Strömungen dieser metaphysikkritischen Anfänge stellten dabei in den 1930er und 1940er Jahren der Logische Positivismus, nach dem Zweiten Weltkrieg die „Ordinary Language“-Philosophie in der Tradition des späten Wittgenstein dar.
Ab den frühen 1960er Jahren begannen sich die Vorurteile gegen die Metaphysik aufzuweichen und es entwickelte sich eine offenere Auseinandersetzung mit deren Fragestellungen. Am bedeutendsten waren dabei die Arbeiten von W.V.O. Quine und P.F. Strawson, die beide ihre Wurzeln in der antimetaphysischen Tradition hatten. Strawson, ein früherer Vertreter der „Ordinary Language“-Philosophie, entwickelte das Projekt einer deskriptiven Metaphysik, mit dem Ziel einer systematischen Charakterisierung der Strukturen und Begriffsschemata in unserer Sprache. Quine, der in der Tradition des Logischen Positivismus wurzelte, analysierte die „ontologischen Verpflichtungen“ (ontological commitments), die wir akzeptieren, wenn wir uns in bestimmten Diskursen bewegen. Strawsons Ansatz wurde vor allem in Großbritannien einflussreich, wo sich die Methode der Begriffsanalyse mit an Kant angelehnten Fragen nach den transzendentalen Bedingungen unseres Sprechens verband. Quines Ideen breiteten sich in Nordamerika aus, wo eine Debatte darüber entstand, zu welchen ontologischen Annahmen uns die Wissenschafts- und Alltagssprache verpflichten. Mit der Zeit erweiterten sich die Themenstellungen und es wurden schließlich alle klassischen Fragen der Tradition wieder aufgegriffen, wenngleich noch in punktueller und unsystematischer Form.
Seit Mitte der 1980er Jahre entwickelte sich durch eine neue Generation analytischer Philosophen ein zunehmend unverkrampfterer Umgang mit metaphysischen Fragestellungen. Es entstanden umfangreichere systematische Arbeiten über metaphysische Themen wie die von Roderick Chisholm, David Armstrong und David Lewis. Chisholm und später Lewis entfernten sich dabei vom Vorbild Quines und sahen nun in der Tradition von G.E. Moore die mit der Alltagssprache aufgestellten ontologischen Verpflichtungen als gleichberechtigt zu denen der Wissenschaftssprache an. Großen Einfluss erlangte auch der australische Philosoph David Armstrong, dessen Arbeiten über das Universalien-Problem den vorherrschenden nominalistischen Konsens zurückdrängten und einen Neubeginn des metaphysischen Realismus ermöglichten.

## Grundrichtungen

### Naturalistische Richtungen
Die naturalistische Richtung der Analytischen Ontologie, zu denen u. a. Willard Van Orman Quine und Donald Davidson zu zählen sind, wurde entscheidend von der Metaphysikkritik des „Wiener Kreises“, insbesondere von Rudolf Carnap geprägt. Ausgangspunkt Quines ist die von Carnap übernommene These, dass das entscheidende Mittel zur Beantwortung ontologischer Fragestellungen die Wahl eines passenden Begriffsschemas (conceptual scheme) darstellt.
Für Quine ist das Ziel der Ontologie die Klärung der Frage, was es gibt („What there is“). Den grundlegenden begrifflichen Rahmen zu dieser Klärung gibt für ihn die physikalische Sprache ab. Sie bezieht sich auf physikalische Gegenstände (physical objects), die die fundamentalen Bestandteile der Wirklichkeit darstellen. Physikalische Gegenstände sind durch ihre räumlich-zeitliche Anordnung gekennzeichnet. Zu ihnen zählen sowohl die alltäglichen Dinge (physical things, bodies) als auch Ereignisse (events). Da für Quine sämtliche anderen Redeweisen in die physikalische Sprache übersetzt werden können, sind letztlich auch alle anderen Arten von Entitäten auf die grundlegende Kategorie der „physical objects“ rückführbar.

### Phänomenologische Richtungen
Die vielfältigen phänomenologischen Richtungen der Analytischen Ontologie gehen zurück auf die Philosophie von Franz Brentano und Edmund Husserl. Grundsätzlich stehen sie den Bestrebungen naturalistischer Strömungen, alle Kategorien auf eine Grundkategorie (Physisches bzw. physikalisch Beschreibbares) zurückführen zu wollen, kritisch gegenüber.
Einen besonderen Stellenwert in ihren Untersuchungen nimmt die Intentionalität des Bewusstseins ein (Peter Geach, Elizabeth Anscombe, Roderick Chisholm). Gemäß dieser Teilrichtung stellt dabei der Ausgangspunkt philosophischen Denkens die Reflexion auf das denkende Subjekt dar. Wenn wir allgemeine Strukturen der Wirklichkeit aufweisen und verstehen wollen, müssen wir uns fragen, wie wir als denkende Subjekte auf diese Strukturen Bezug nehmen. Chisholm spricht dabei vom „Primat des Intentionalen“; ohne die Bezugnahme auf intentionale Vermögen könne der Gegenstandbezug sprachlicher Ausdrücke letztlich gar nicht erklärt werden.
Ein weiteres wichtiges Themengebiet der phänomenologischen Richtung stellt die Mereologie dar (Kevin Mulligan, Peter Simons, Barry Smith). In ihr wird im Anschluss an Anfänge bei Brentano und Husserl und den Arbeiten polnischer Logiker (Stanisław Leśniewski) die Theorie der Teil-Ganzes-Relation weiterentwickelt.
Ein drittes Anliegen ist die Erstellung „kategorialer“ Ontologien (Gustav Bergmann, Reinhardt Grossmann, Erwin Tegtmeier).

### Deskriptive Richtungen
Die deskriptive Richtung der Analytischen Ontologie, auch deskriptive Metaphysik genannt, ist eng mit dem Werk Peter F. Strawsons verbunden, der in seinen Arbeiten an die deskriptiven Ansätze von Aristoteles und Kant anschließt. Strawson unterscheidet zwischen „deskriptiver“ und „revisionärer“ Metaphysik. Die deskriptive Metaphysik stellt die tatsächliche begriffliche Struktur dar, mit der wir die Welt erfassen, die revisionäre Metaphysik will sie durch eine bessere ersetzen. Ziel der deskriptiven Metaphysik ist es, den sprachinvarianten und zeitlosen Kern unseres Denkens zu beschreiben. Dieser liegt als „Kern für das begriffliche Rüstzeug“ jedem Sprachgebrauch zugrunde. Die Frage nach den grundlegenden Strukturen unseres Begriffssystems ist dabei für Strawson untrennbar mit der nach den grundlegenden Strukturen der Wirklichkeit verbunden. Wesentliche Kategorien unserer Denkstruktur treten nicht schon durch die bloße Beschreibung des tatsächlichen Wortgebrauchs zutage, sondern erfordern transzendentale Analyse.

## Fragestellungen

### Erkenntnistheoretische Probleme

#### Linguistische Relativität und Unterbestimmtheit
Eine grundlegende Fragestellung in der Ontologie betrifft das Verhältnis zwischen Ontologie und Sprache. Während in einem realistischen Ansatz (z. B. Armstrong) davon ausgegangen wird, dass das Seiende und seine Grundstrukturen an sich gegeben sind und sich mittelbar z. B. auch in Grundstrukturen der Sprache spiegeln, geht man in einem konstruktivistischen Ansatz (z. B. Strawson) davon aus, dass Grundstrukturen des Seienden an sich selbst nicht objektiv erfassbar sind, sondern lediglich die Strukturen beschreibbar sind, welche wir für entsprechende Projektionen gebrauchen. Ein solcher konstruktivistische Ansatz wird manchmal mit der These von der linguistischen Relativität verbunden, wonach verschiedene Sprachen auch verschiedene Ontologien implizieren. In Hinblick auf den erkenntnistheoretischen Gehalt einer Ontologie ist zu unterscheiden zwischen dem Geltungsanspruch des Erkannten und dem Inhalt der Ontologie. Der Inhalt der Ontologie kann aus realistischer oder konstruktivistischer Perspektive gleich sein. Ein Realist vertritt dabei eher die Position, dass der Inhalt auch erkannt werden kann, während eine konstruktivistische Position sich eher auf eine intersubjektive Übereinstimmung abstützt.
Ein weiteres Problem betrifft die von einigen Theoretikern konstatierte „begründungsmäßige Unterbestimmtheit“ und geringe Begründungssicherheit ontologischer Theorien. Ontologische Aussagen haben demnach einen hohen Allgemeinheits-Charakter, der aber nur zu einem geringen Teil durch Daten begründet erscheint. Darüber hinaus ist die Ontologie in einem hohen Maße holistisch, d. h., die Richtigkeit einzelner Aussagen kann im Prinzip erst innerhalb ontologischer Gesamt-Systeme entschieden werden, die aber in gegenwärtigen Ausarbeitungen noch kaum vorliegen.

#### Ontologische Verpflichtungen
Die ontologische Grundfrage nach dem, was es gibt, können wir nach Quine auch beschreiben als das, was es geben muss, damit unsere Aussagen wahr sein können. Quine spricht in diesem Zusammenhang von „ontologischen Verpflichtungen“ (ontological commitments), die man eingeht, wenn man Aussagen aufstellt. Um diese aufzudecken, ist es nach Quine allerdings notwendig, die komplexe Struktur der Alltagssprache zu vereinfachen und in die kanonische Notation der Prädikatenlogik überzuführen. Als Kern dieses Verfahrens schlägt Quine – im Anschluss an Russells Theorie der definiten Beschreibung – vor, die in der Umgangssprache verwendeten Eigennamen durch logische Partikel zu ersetzen. Quines klassisches Beispiel sind negative Existenzbehauptungen wie die Aussage „Pegasus existiert nicht“. Ohne Transformation wäre diese Aussage sinnlos, da sie dem Namen „Pegasus“ die „Last des Objektbezugs“ aufbürdet, mit dem wir uns zur Annahme der Existenz von Pegasus verpflichten würden. Nach Quine ist daher die Aussage „Pegasus existiert nicht“ zu analysieren als „Es gibt nichts, das Pegasus ist“ ({\displaystyle \nexists x\,Pegasus(x)}). Die „Last des Objektbezugs“ geht so vom Namen „Pegasus“ an die Partikel „etwas“ über, die in kanonischer Schreibweise als durch den Existenzquantor gebundene Variable dargestellt wird. Was wir als existierend gelten lassen, zeigt sich allgemein daran, welche Werte wir für die Variable „x“ einzusetzen bereit sind.
Diskussionen über ontologische Fragen bestehen so im Idealfall darin, dass die Gesprächspartner mit Hilfe der kanonischen Notation zeigen, welche Entitäten sie annehmen. Die Frage, welche Ontologie die richtige ist, kann nach Quine aber letztlich auch nicht mit Hilfe der kanonischen Notation entschieden werden. Quine schlägt zur Lösung pragmatische Kriterien vor. Mit Hilfe des „semantischen Aufstiegs“ (semantic ascent) soll die semantische Sichtweise die inhaltliche ersetzen und innerhalb der Sprache geklärt werden, welche ontologischen Annahmen für den jeweiligen Zweck die besseren Dienste leisten.

### Existenz
In der klassischen Analytischen Philosophie wird die Frage nach der Bedeutung von „Existenz“ häufig ausgeklammert oder sogar als Pseudofrage zurückgewiesen. Sie folgt hier der Tradition Humes, für den Existenz kein Prädikat ist, da der Begriff „Existenz“ der Idee eines Dinges nichts hinzufüge.

#### Klassische sprachanalytische Interpretationen
Nach Carnap und Frege wird unter Existenz die Erfüllung einer Aussagenfunktion verstanden. Prädikate werden als Funktionen aufgefasst. Trifft das Prädikat einer Aussage auf den Gegenstand zu, auf den sich ihr Subjektausdruck bezieht, so ist die Aussage wahr, die Funktion gilt als „erfüllt“ oder „gesättigt“. So bedeutet in dieser Tradition der Satz „Einhörner existieren nicht“ nichts anderes als dass die Aussagefunktion „x ist ein Einhorn“ nicht erfüllt ist. In einer anderen, unter anderem von Quine vertretenen Deutung wird Existenz von der Rolle des Existenzquantors in der Prädikatenlogik her interpretiert. Durch Existenzaussagen behauptet oder negiert man, dass es etwas gibt, für das gilt, dass die Ausdrücke, für die eine Existenzaussage erhoben wird, auf es zutreffen. So lautet ein bekanntes Diktum von Quine: „Als Entität angesehen zu werden, heißt schlicht und einfach, als Wert einer Variablen angesehen zu werden“. Nach der Standard-Deutung der Quantifikation betrifft das, was mit dem Existenzquantor ausgedrückt wird, Dinge und nicht sprachliche Ausdrücke. So wird eine Aussage wie „Es gibt ein x, für das F und G gilt“ nicht durch sprachliche Ausdrücke wahr gemacht, die für den unbestimmten Buchstaben x eingesetzt werden können, sondern durch das Ding selbst, das die Eigenschaften F und G besitzt.

#### Probleme der klassischen Interpretationen
Ein Problem stellt das von Quine aufgestellte Diktum der ontologischen Relativität dar, wonach wir nur das sinnvoll als existent voraussetzen dürfen, worauf uns unsere Sprache verpflichtet. Nach realistischer Auffassung können wir aber daraus, dass wir in unserem Sprachsystem gegenwärtig bestimmte Entitäten nicht voraussetzen, nicht schließen, dass es diese Entitäten generell nicht gibt oder nie gegeben hat. Um zu generellen Existenz-Aussagen zu kommen, müssten auch andere Sprachsysteme betrachtet werden. Weiterhin muss auch der Zeitfaktor berücksichtigt werden. Welche Existenz-Form haben jene Dinge, die es zwar in der Gegenwart nicht gibt, aber entweder in der Vergangenheit gegeben hat oder in Zukunft geben wird? Ein weiteres Problem stellt die modale Rede dar, die für Quine in der Wissenschaft keinen Platz hat. Im Alltag sprechen wir jedoch nicht nur über Aktuelles, sondern ganz selbstverständlich auch über rein Mögliches. Wovon prädizieren wir das, was wir von Dingen aussagen, die zwar nicht existieren, aber existieren könnten?

### Modalitäten
In der philosophischen Tradition unterscheidet man üblicherweise die drei Modalitäten Notwendigkeit, Wirklichkeit und Möglichkeit. Diese werden grundsätzlich in zwei verschiedenen Verwendungsweisen gebraucht: als „De-dicto-Aussagen“ beziehen sie sich auf Sätze oder Propositionen, als „De-re-Aussagen“ beziehen sie sich auf Dinge in der Wirklichkeit.

#### De dicto und de re
In der klassischen Analytischen Philosophie ist man darum bemüht, die Modalitäten von Notwendigkeit und Möglichkeit allein auf Propositionen oder Sätze und nicht auf Entitäten der Welt zu beziehen. Denn „notwendig“ und „möglich“ werden hier nicht als Seins-, sondern als Erkenntnis-Modi aufgefasst. Dieser Ansatz wurde in den 1980er Jahren vor allem von Saul Kripke in Frage gestellt. Für Kripke beziehen wir uns mit der Aussage, dass die Welt in irgendeiner Hinsicht auch anders hätte sein können als sie wirklich ist, auf die Welt selbst und nicht auf Aussagen über diese.

#### Mögliche Welten
In der Analytischen Ontologie ist es seit der zweiten Hälfte des 20. Jahrhunderts üblich geworden, den Möglichkeits-Begriff mit der bereits auf Leibniz zurückgehenden Metapher der „möglichen Welten“ zu beschreiben. Unter einer möglichen Welt wird zunächst einfach nur eine Art, wie die Dinge hätten sein können, verstanden. Eine dieser verschiedenen Versionen des Sein-Könnens zeichnet sich dadurch aus, dass sie wirklich bzw. aktual ist. Die Meinungen darüber, welchen ontologischen Status die möglichen Welten besitzen, klaffen weit auseinander. Dabei drehen sich die Auseinandersetzungen vor allem um die Frage, wie die so genannten „Possibilia“ aufzufassen sind, als die bloß möglichen Objekte, welche in der wirklichen Welt nicht vorkommen. Gegen die Vorstellung, man könne Possibilia ohne weiteres wie reguläre Objekte betrachten, sind etliche Einwände vorgebracht worden. So besteht für Quine das Hauptproblem der Possibilia vor allem darin, dass es ihnen an Identitätskriterien fehle, um sie individuieren zu können. R. Barcan Marcus gibt darüber hinaus zu bedenken, dass Possibilia nicht zum Gegenstand einer referentiellen Bezugnahme gemacht werden können. Dem so genannten Possibilismus zufolge, wie er insbesondere von David Lewis unter der Bezeichnung „modaler Realismus“ vertreten worden ist, sind Possibilia dagegen ebenso real und existieren in demselben Sinne wie die Dinge der aktualen Welt. Jede Art, wie eine Welt hätte sein können, ist eine Art, wie eine Welt ist.

### Universalien und Individuen
Die grundlegende Frage der Ontologie ist die nach dem, was es überhaupt gibt bzw. was die grundlegenden Arten von Entitäten sind. Eine historisch grundlegende Unterscheidung ist die zwischen Universalien (universals) und Individuen bzw. Einzeldingen (particulars), deren genauere Bestimmung Thema des seit dem Mittelalter diskutierten Universalienproblems ist. Das Universalien-Problem wurde trotz der anfänglich metaphysikkritischen Tendenzen in der Analytischen Philosophie stets als Problem anerkannt, da es wesentliche Beiträge zur Grundlagendebatte in der Mathematik sowie zu anderen wissenschaftstheoretischen Diskussionen geliefert hat. Von ihrer Beantwortung hängt u. a. die Art der entwickelten kategorialen Ontologie hab. In der Analytischen Ontologie wird dazu eine sehr kontroverse Diskussion geführt. Umstritten ist, wie die beiden Begriffe „Universalien“ und „Einzeldinge“ überhaupt verstanden werden sollen, ob nicht eine Kategorie auf die andere zurückgeführt werden kann und sich tatsächlich alle Entitäten in sie einteilen lassen.

#### Universalien und Tropen
Um zu erklären, wie Einzeldinge zu ihren Eigenschaften kommen, gibt es zwei konkurrierende Modelle. Realistische Modelle gehen davon aus, dass Universalien existieren, die Typen von Eigenschaften darstellen. Das wichtigste Kennzeichen von Universalien ist ihre Wiederholbarkeit („universals are repeatables“): sie können in beliebig vielen Einzeldingen instantiiert oder exemplifiziert werden. Beispiele für Universalien sind Eigenschaften wie „Ein-Kilogramm-schwer-Sein“ oder „20 °C-Sein“ und Beziehungen wie „Ein-Meter-entfernt-Sein-von“. Einen besonderen Typ von Universalien stellen „Arten“ (kinds) dar. Arten sind Eigenschaften, die für ein Einzelding konstitutiv sind; auf sie bezieht man sich mittels „sortaler Ausdrücke“ (sortals).
Tropen-Theorien dagegen verwerfen die Annahme, dass sich Eigenschaften in verschiedenen Einzeldingen wiederholen. Sie gehen davon aus, dass Eigenschaften stets als individuelle, numerisch verschiedene Eigenschaften existieren. Diese werden im Sprachgebrauch der Analytischen Philosophie auch „Tropen“ (tropes) genannt. Tropen sind partikularisierte Eigenschaften (abstract particulars); konkrete Einzeldinge werden häufig als Bündel von Tropen aufgefasst.

#### Einzeldinge, Substrate und Bündel
Einzeldinge sind nach David Armstrong dadurch gekennzeichnet, das sie nicht-wiederholbar sind (nonrepeatables).
Um die Identität von Einzeldingen zu erklären, konkurrieren Substrattheorien mit Bündelthorien. Gemäß einer Substrattheorie gibt es einerseits Eigenschaften und andererseits etwas, was die Eigenschaften trägt, das Substrat. Substrate sind das, was den Einzeldingen ihre Identität verleiht.
Substrattheorien unterscheiden sich wiederum darin, ob als Substrate die Gegenstände inklusive einiger ihrer Eigenschaften fungieren (thick particulars) oder ob die Substrate bar jeglicher Eigenschaften aufgefasst werden (thin particulars oder bare particulars).
Substrat-Theorien, die von eigenschaftslosen Trägern ausgehen, fassen diese als reine „Diesheiten“ (Haecceitas) ohne jegliche Eigenschaften auf. Es soll damit ausgedrückt werden, dass die Individualität von etwas jenseits aller begrifflichen, das heißt sprachlichen Beschreibungen liegt. Dem Einzelding kommen dabei keine Eigenschaften notwendig zu; es kann jede seiner Eigenschaften ändern, ohne in seiner Identität verändert zu werden. Dieser Ansatz findet sich schon bei Aristoteles und wurde vor allem durch Duns Scotus in die philosophische Tradition eingeführt.
Theorien, die als Substrat einen Träger mit bestimmten Eigenschaften annehmen, werden auch Substanztheorien genannt. Sie gehen davon aus, dass dem Eigenschaftsträger bestimmte (substantielle) Eigenschaften zukommen. Sie können sich im Laufe der Zeit nicht ändern, ohne dass der Eigenschaftsträger dadurch „zerstört“ würde.
Für die Bündeltheorie hat das konkrete Einzelding keinen Träger, sondern ist ein Bündel von Eigenschaften, die für es alle wesentlich sind. Jedes konkrete Individuum wird als etwas gedacht, das aus komplexen Bündeln von Eigenschaftsindividuen (abstrakte Partikularien) zusammengesetzt ist, die durch Binderelationen zusammengehalten werden. Zu diesen Binderelationen gehört zunächst, dass die einzelnen Eigenschaften, die ein Bündel bilden, zusammen vorkommen, also „kopräsent“ (compresent) sind. Dass diese Eigenschaften auch mit anderen Eigenschaften zusammen vorkommen können, macht nach Interpretation der Bündeltheorie ihre Kontingenz aus.

#### Theorie-Typen
Laut David Armstrong lassen sich die unterschiedlichen Positionen zum Problem des Status von Universalien und Individuen in folgender Matrix zusammenfassen:
| Position                                           | Kriterium der Klassenzugehörigkeit | Identität des konkreten Einzeldings | Eigenschaften des Einzeldinges    |
| -------------------------------------------------- | ---------------------------------- | ----------------------------------- | --------------------------------- |
| 1) Extremer Nominalismus                           | primitiv (nicht hinterfragbar)     | das konkrete Einzelding selbst      | nicht als eigene Entität existent |
| 2) Ähnlichkeits-Nominalismus                       | Ähnlichkeit                        | das konkrete Einzelding selbst      | nicht als eigene Entität existent |
| 3) Tropentheorie der primitiven Klassen            | primitiv                           | Eigenschafts-Bündel                 | Tropen                            |
| 4) Bündel-Tropentheorie der Ähnlichkeits-Klassen   | Ähnlichkeit                        | Eigenschafts-Bündel                 | Tropen                            |
| 5) Substrat-Tropentheorie der Ähnlichkeits-Klassen | Ähnlichkeit                        | Substrat                            | Tropen                            |
| 6) Tropentheorie der Universalien                  | Instantiierung                     | Substrat                            | Tropen                            |
| 7) Bündel-Universalientheorie                      | Instantiierung                     | Eigenschafts-Bündel                 | Universalien                      |
| 8) Substrat-Universalientheorie                    | Instantiierung                     | Substrat                            | Universalien                      |

##### Nominalistische Theorien
Für nominalistische Theorien gibt es keine Eigenschaften als eigene Entitäten, sondern nur die konkreten Einzeldinge. Die extremste Theorie ist dabei die Theorie der primitiven natürlichen Klassen (1: A. Quinton).
Ihr zufolge ist die Tatsache, dass Dinge in Klassen zusammengefasst werden, nicht weiter analysierbar. Die Klassen, in denen die Einzeldinge zusammengefasst werden, haben einen „primitiven“ Charakter, d. h., sie sind durch keinerlei Eigenschaften oder Beziehungen ihrer Elemente zueinander charakterisiert. Der Ähnlichkeits-Nominalismus (2: H.H. Price) lässt ebenfalls keine Eigenschaften und Beziehungen der Klassenelemente zu, gibt aber, im Gegensatz zur Theorie der primitiven natürlichen Klassen, an, weshalb manche Klassen natürlich sind. Ihm gemäß hängt die Natürlichkeit einer Klasse von der zwischen den Elementen bestehenden Ähnlichkeit ab.

##### Tropen-Theorien
Eine weitere Groß-Gruppe stellen Tropen-Theorien dar. Diese gehen davon aus, dass die Eigenschaften des konkreten Dings durch eine eigene Entität, die Tropen, bestimmt werden. Die Tropen-Theorie tritt in vier grundsätzlichen Variationen auf. Für Vertreter einer Tropentheorie der natürlichen Klassen (3: G. F. Stout) ist die Tatsache, dass ein Einzelgegenstand gerade von den jeweiligen Eigenschaften bestimmt wird, nicht mehr weiter hinterfragbar. Für Vertreter einer Tropentheorie der Ähnlichkeits-Klassen werden die einzelnen Eigenschaften eines konkreten Gegenstandes durch eine nicht mehr weiter hinterfragbare Ähnlichkeit zusammen gehalten – mit (5: C.B. Martin, John Locke) oder ohne Annahme (4: Keith Campbell, Donald C. Williams) eines zugrunde liegenden Substrats, das diese Eigenschaften aufnimmt. Eine vierte Variante kombiniert die Tropentheorie mit einer Theorie der Universalien (6: Aristoteles, Edmund Husserl, Roman Ingarden, John Cook Wilson, Norman Kemp Smith). Ihre Vertreter gehen davon aus, dass die individuellen Eigenschaften eines Einzelgegenstandes Instantiierungen von Universalien darstellen, die einem Träger dieser Eigenschaften, dem Substrat, zukommen.

##### Universalien-Theorien
Die dritte Gruppe stellen die realistischen Theorien dar. Sie gehen davon aus, dass die Einzelgegenstände selbst – nicht nur ihre Eigenschaften – Instantiierungen von Universalien darstellen. Dabei wird der Einzelgegenstand entweder wieder einfach mit der Summe seiner Eigenschaften identifiziert (Bertrand Russell) oder ein Substrat als Träger dieser Eigenschaften angenommen (David M. Armstrong, Evan Fales, E. Jonathan Lowe).

### Identität

#### Unterscheidungen
Ontologische Fragen hängen auf engste mit der Identitätsproblematik zusammen. So lautet ein bekanntes Diktum von Quine: „No entity without identity“ Grundsätzlich wird in der Analytischen Ontologie zwischen numerischer und qualitativer Identität unterschieden. Im Fall der numerischen Identität haben wir es mit einer Relation eines Dinges mit sich selbst zu tun, im Fall der qualitativen Identität mit einer Relation zwischen numerisch verschiedenen Dingen.
Identität im strikten Sinne betrifft konkrete Dinge. In diesem Fall wird auch von token-Identität gesprochen. In einem weiteren Sinne wird Identität auch auf abstrakte Dinge bezogen, die type-Identität genannt wird.
Eine weitere Unterscheidung betrifft den zeitlichen Aspekt. Synchrone Identität bedeutet die Identität einer Entität zu ein und demselben Zeitpunkt. Diachrone Identität hingegen besagt die Identität einer Entität zu verschiedenen Zeitpunkten. Diese wird in der Analytischen Ontologie besonders intensiv diskutiert, weil mit ihr die Frage zusammenhängt, ob es Dinge gibt, die im Laufe der Zeit mit sich selbst identisch bleiben, es also so genannte Kontinuanten gibt.

#### Synchrone Identität konkreter Dinge
Zur Beurteilung der synchronen Identität eines konkreten Dinges wird oft das Leibnizsche Prinzip herangezogen. Danach ist ein x mit einem y genau dann (numerisch) identisch, wenn x in allen Eigenschaften mit y übereinstimmt. Dieses Prinzip ist aber umstritten, da einige Philosophen annehmen, es sei denkbar, dass es vollkommen gleiche Dinge gibt, die aber dennoch numerisch verschieden sind.
Ein wichtiges notwendiges Identitätskriterium konkreter Dinge stellt ihre räumliche Koinzidenz dar. Für manche Theorien bildet sie sogar ein hinreichendes Identitätskriterium. So stellt z. B. für manche Bündeltheorien die räumliche Identität verschiedener Eigenschaftsbündel die Identität eines Einzeldinges her.

#### Diachrone Identität konkreter Dinge
Der Endurantismus teilt die Alltagsauffassung, dass es auch durch die Zeit eigentliche Identität gibt. Er vertritt eine dreidimensionale Sichtweise der Dinge. Die diachrone Identität der Einzeldinge wird dabei in der Regel als etwas Grundlegendes betrachtet, das keiner weiteren Rückführung auf etwas anderes bedarf. Die Zeit wird präsentistisch aufgefasst: allein das, was im Augenblick präsent ist, existiert real.
Der Perdurantismus (vertreten u. a. von Quine, Lewis, Sider) hingegen leugnet die Identität der Einzeldinge in der Zeit. Für ihn sind die konkreten Dinge neben den drei räumlichen Dimensionen, durch die vierte Dimension, die Zeit, identifiziert. Die konkreten Einzeldinge werden verstanden als Summen oder Aggregate ihrer zeitlichen Phasen („hunks of matter“). Das, was im Alltag als Identität in der Zeit gilt, ist für den Perdurantismus lediglich eine Art Kontinuitätsrelation zwischen angrenzenden zeitlichen Phasen oder Abschnitten von Dingen. Der Perdurantismus vertritt eine äternalistische Auffassung der Zeit. Die zeitliche Dimension wird wie eine räumliche behandelt, alle Augenblicke sind gleich real. Alle Dinge und Geschehnisse aus Gegenwart, Vergangenheit und Zukunft sind gleich wirklich.

### Ereignisse
Seit den 1960er Jahren hat sich in der Analytischen Ontologie eine Diskussion um den Begriff des Ereignisses entwickelt, bei der die Frage nach deren ontologischen Status und ihrem Verhältnis zu anderen ontologischen Kategorien im Vordergrund stehen.
Der ontologische Status von Ereignissen wird in der Analytischen Ontologie sehr unterschiedlich interpretiert. Von einer Minderheit der Autoren werden Ereignisse als eigene ontologische Kategorie auch abgelehnt.
Theorien, die Ereignisse als eigene Entität annehmen, begründen dies häufig mit einer Analyse der Umgangssprache. In dieser kommunizieren wir ganz selbstverständlich nicht nur über Dinge und Personen, sondern auch über Ereignisse. So berichten z. B. Sportreporter nicht nur über einzelne Fußballspieler, sondern auch von Fußballspielen und sprechen ihnen gewisse Merkmale und Qualitäten zu oder ab. Wenn wir aber solche Ereignis-Sätze als wahr oder falsch bezeichnen wollen, kommen wir nach Donald Davidson nicht darum herum, auch Ereignisse als deren ontologische Wahrheitsbedingungen vorauszusetzen.

#### Dinge als Träger von Ereignissen
Bei führenden Autoren einer Ereignis-Ontologie (Kim, Lombard, Chisholm, Davidson) findet sich die grundsätzliche Überzeugung, dass Dinge („Substanzen“) unverzichtbare Träger von Ereignissen sind. Ereignisse sind danach stets Vorkommnisse, die an Dingen geschehen oder ablaufen. Dinge werden als für Ereignisse konstitutive Bestandteile bezeichnet; so bezeichnet Kim die Dinge als die „essences“ von Ereignissen.

##### Persistenz der Dinge als Bedingung von Ereignissen
Das entscheidende Kriterium dafür, dass Dinge Träger von Ereignissen sein können, ist nach Lawrence Brian Lombard, dass sie persistieren, d. h., die Ereignisse „überleben“ müssen. Lombard interpretiert Ereignisse als Änderungen, in dem einem Ding zu einem Zeitpunkt t eine Eigenschaft zukommt und zu einem anderen Zeitpunkt t' noch nicht bzw. nicht mehr. Dabei ist nach Lombard eine diachrone Identität von Dingen notwendig.
Lombards aristotelische Theorie der Veränderung
Lombard greift dabei die klassisch-aristotelischen Theorie der Veränderung auf, deren Kriterien er „The Ancient Criterion of Change“ nennt. Danach geschieht eine Änderung dann und nur dann, wenn (1) es eine Eigenschaft P gibt, (2) ein Objekt x, (3) wenn es verschiedene Zeitpunkte, t und t' gibt und (4), wenn es der Fall ist, dass x zu t die Eigenschaft P hat und x zu t' P nicht hat (oder umgekehrt).
 Lombard unterscheidet mit der klassischen Tradition zwischen „substantiellen Änderungen“ und „akzidentellen Änderungen“. Beide Formen der Änderung bedürfen Träger, Eigenschaften und Zeiten. Ein Ding ändert sich akzidentell, wenn Eigenschaften an ihm austauscht werden, die nicht für die Zugehörigkeit zu seiner Art oder Sorte maßgeblich sind (z. B. ein grüner Tisch wird blau angestrichen). Das Einzelding ist selbst Träger einer akzidentellen Änderung, die es persistieren und „überleben“ muss. Verliert ein Ding während einer Veränderung Eigenschaften, die für seine Zugehörigkeit zu einer bestimmten Art maßgeblich sind (essences), handelt es sich um eine substantielle Änderung. Das Ding kann diese Änderung nicht überstehen. So überlebt der grüne Tisch zwar sein Blau-werden, nicht aber seine Umformung zum Stuhl. Er kann somit nicht Träger der substantiellen Änderung sein. Der Träger substantieller Änderungen ist das Material (matter), aus dem das vergehende Ding besteht und aus dem das neu entstehende Ding wird. Im Falle des Tisches, der zum Stuhl wird, etwa eine bestimmte Menge Holz.

##### Dreidimensionalität der Dinge als Bedingung von Ereignissen
Als weiteres entscheidendes Merkmal der Einzeldinge für ihre Funktion als Träger von Ereignissen ist für viele Autoren ihre räumliche Verfasstheit (Dreidimensionalität). Manche Autoren (z. B. Hacker und Stoecker) machen darauf aufmerksam, dass dieses Merkmal auf engste mit dem, diachron identisch zu sein, zusammenhängt: nur wenn Dinge nicht zeitlich ausgedehnt sind, können sie zu jedem Zeitpunkt ihrer Existenz als Ganzes da (endurer) sein.
Obwohl Ereignisse auch räumliche Vorkommnisse sind, haben sie nach gängiger Meinung von sich aus keine räumliche Ausdehnung; der räumliche Charakter von Ereignissen werde vielmehr von den Einzeldingen „entlehnt“.

#### Ereignisse als physikalische Objekte
Quine vertritt die These, dass Dinge und Ereignisse Vorkommnisse einer einzigen Kategorie sind und ihre Unterscheidung ontologisch irrelevant ist. Den Hintergrund bildet dabei die Quinesche Annahme, dass die physikalische Sprache die universale Sprache für die Darstellung der Wirklichkeit ist und sämtliche anderen Sprachen ohne Verlust ihrer kognitiven Relevanz in diese übersetzt werden können. In Entsprechung zur These vom universalen Charakter der physikalischen Sprache, vertritt Quine eine universale „physical-object“-Ontologie: alles was es gibt, sind demnach physikalische Objekte. Ontologisch wesentlich für physikalische Objekte ist, dass es sich bei ihnen um raum-zeitliche Einheiten handelt. Alles, dem raum-zeitliche Extension zukommt, und nur dieses, gilt als physikalisches Objekt. Physikalische Objekte sind das „Material“ von vierdimensionalen Raum-Zeit-Portionen oder -Regionen. Dinge wie Ereignisse sind in der Raum-Zeit, jede Differenz zwischen Dingen und Ereignissen ist so für Quine ontologisch irrelevant. Unter dieser Rücksicht macht es für Quine z. B. keinen Unterschied, ob man von Kopf und Fuß als distinkten Teilen eines Menschen spricht oder von seinem ersten und fünften Lebensjahrzehnt als numerisch verschiedenen Abschnitten.

#### Ereignisse als abhängige Entitäten
Während Quine die ontologische Eigenart von Dingen gegenüber Ereignissen leugnet, gelten Peter Strawson Dinge als grundlegend, Ereignisse hingegen als von ihnen abhängige Entitäten. Strawson begründet seine These mit dem Vorgang der Identifikation von Entitäten. Dieser setzt ein Wissen darüber voraus, worin sich die Entität von allem anderen unterscheidet, was nach Strawsons Überzeugung ihre raum-zeitliche Position ist. Nach Strawsons Überzeugung sind aber einzig Dinge räumlich ausgedehnt und haben eine zeitliche Dauer. Da aber die Möglichkeit, Ereignisse zu identifizieren, von Dingen abhängt, hängen auch Ereignisse von Dingen ab, ohne dass sich daraus umgekehrt eine irgendwie geartete Abhängigkeit der Dinge von Ereignissen ergäbe. Ein besonders deutlicher Aspekt dieser Abhängigkeit von Ereignissen gegenüber Dingen ist, dass wir Ereignissen keine räumliche Position zusprechen können, ohne auf Dinge Bezug zu nehmen. Sprechen wir Ereignissen räumliche Eigenschaften zu, prädizieren wir diese nämlich nicht von den Ereignissen selbst, sondern letztlich von ihren Trägern, den an ihnen beteiligten Dingen.

#### No-Event-Metaphysics
Die Spielarten von Auffassungen, die unter dem Etikett „no-event-metaphysics“ aufgelistet werden können, sind sehr unterschiedlich. Es existieren vor allem sehr unterschiedliche Auffassungen darüber, unter welcher Rücksicht Ereignisse als eigene Entitäten abgelehnt werden.
Eine eliminative Theorie vertritt Terence Horgan. Er geht davon aus, dass die Annahme von Ereignissen für die Behandlung aktueller ontologischer Probleme überflüssig ist. So könne z. B. der Begriff der Kausalität, entgegen der Interpretation vieler Ereignis-Ontologen, nicht als Relation zwischen Ereignissen, sondern als Beziehung zwischen Sachverhalten analysiert werden.
Reduktionistische Theorien verfolgen einen weniger radikalen Ansatz und versuchen zunächst Ereignisse als Phänomen ernst zu nehmen, sie dann aber auf Entitäten einer anderen Art zurückzuführen. Diese Positionen unterscheiden sich vor allem hinsichtlich der Auswahl der Entitäten, auf die Ereignisse zurückgeführt werden sollen.
 Roderick Chisholm vertritt die These, dass Ereignisse vollständig auf Sachverhalte zurückgeführt werden könnten. Chisholm erläutert dies am Beispiel der Ermordung Caesars durch Brutus. Dieses „Ereignis“ sei nichts anderes als der Sachverhalt, dass Brutus Caesar ermordet hat – und damit nicht unterschieden von einem Sachverhalt wie dem, dass Sokrates sterblich oder der Tisch braun ist.

### Sachverhalte
In der Analytischen Ontologie reicht die Bandbreite der Auffassungen bezüglich Sachverhalten von strikter Ablehnung bis zur Annahme, Sachverhalte seien die grundlegenden oder sogar einzigen Bestandteile der Wirklichkeit. Als erster echter Sachverhalts-Ontologe kann Alexius Meinong gelten, der Sachverhalte „Objektive“ nennt. Angeregt durch Meinong machen Bertrand Russell und dann auch der frühe Ludwig Wittgenstein die Kategorie des Sachverhalts zur zentralen Kategorie. Eine wesentliche Vertiefung erfährt die Sachverhalts-Ontologie durch Gustav Bergmann und seinen Schüler Reinhardt Grossmann.
 Sachverhalts-Ontologien ist gemeinsam, dass sie neben Dingen auch Sachverhalte als Entitäten anerkennen. Ansonsten bestehen große Unterschiede zwischen ihnen: hinsichtlich der Bestandteile, die sie für Sachverhalte annehmen, der Interpretation der Verbindungen zwischen diesen Bestandteilen und des ontologischen Status der Sachverhalte.
 Umstritten ist außerdem das Verhältnis zwischen Sachverhalten und Dingen. Manchen Sachverhalts-Ontologien führen Dinge letztlich auf Sachverhalte zurück (z. B. Ingvar Johansson), während andere beide Kategorien als gleichberechtigt ansehen (z. B. Erwin Tegtmeier).

#### Gründe für die Annahme von Sachverhalten

##### Unzulänglichkeiten der Substanz-Ontologie
Sachverhalts-Ontologen kritisieren an der aristotelischen Substanz-Ontologie, dass in ihr nur Dinge als eigentliche Entitäten gelten. Die Bedeutung der Kategorie des Sachverhalts sei zwar bereits von Aristoteles im Zusammenhang mit dem Problem der Wahrheit früh erkannt worden, doch wurde ihr in der aristotelischen Tradition der Status des wirklich Seienden abgesprochen und ihre Existenz ins menschliche Bewusstsein verlagert. Damit verbunden ist die Kritik, dass in der Substanz-Ontologie die Relationen zwischen den Dingen nicht in gebührender Weise berücksichtigt, sondern auf nicht-relationale Eigenschaften von Dingen zurückgeführt werden. So könne etwa die Relation „größer als“, wie sie z. B. zwischen zwei Menschen a und b besteht, nicht auf Größen-Eigenschaften von a und b zurückgeführt werden, weil allein durch die Angabe der absoluten Größen das Größenverhältnis zwischen a und b nicht erfasst wird.

##### Sachverhalte als das primär Wahrgenommene
Sachverhalts-Ontologen gehen davon aus, dass uns in der Wahrnehmung primär „Komplexe und Beziehungen“ gegeben sind. Hinzu kommt die Überlegung, dass für die Produktion von Beziehungen und Komplexen durch das wahrnehmende Subjekt Anhaltspunkte in der Realität gegeben sein müssen, nach denen sich die subjektive Produktion richtet. Dinge, Eigenschaften und Beziehungen nehmen wir nach dieser Auffassung dagegen nur mittels Sachverhalten wahr, in die sie als Bestandteile eingehen.

##### Sachverhalte als Lösung für das Wahrheitsproblem
Als ein weiteres wichtiges Argument für die ontologische Realität von Sachverhalten wird das Wahrheitsproblem angeführt. Erst mit der Annahme von Sachverhalten lasse sich eine Korrespondenztheorie der Wahrheit vertreten, bei der dem Erkenntnisakt ein bestehender Sachverhalt entspricht („ein Erkenntnisakt ist genau dann wahr, wenn der Sachverhalt, auf den er intentional bezogen ist, besteht“).

#### Bestandteile von Sachverhalten
Die verschiedenen Sachverhalts-Ontologien unterscheiden sich darin, welche Bestandteile und welche Verbindungen zwischen ihnen sie für Sachverhalte annehmen.
So lässt Alexius Meinong ausschließlich Eigenschaftsindividuen als Entitäten zu. Auf jeweils zwei Eigenschaftsindividuen, die miteinander durch die Relation der Gleichheit verbunden sind, baut sich ein Eigenschaftsindividuum höherer Stufe auf. Bertrand Russell nimmt als Bestandteile von Sachverhalten Individuen sowie relationale und nichtrelationale Universalien an. In Ludwig Wittgensteins Tractatus bestehen Sachverhalten aus „Dingen“. Bei Gustav Bergmann gibt es außer Individuen und Universalien noch „Verbinder“. Viele Sachverhalts-Ontologien unterscheiden zwischen atomaren und komplexen (molekularen) Sachverhalten (Russell, Bergmann). Komplexe Sachverhalte können selbst wiederum aus Sachverhalten bestehen. Die unterste Einheit stellen atomare Sachverhalte dar. Unterschiedlich werden auch die „Verbindungen“ zwischen Dingen und ihren Eigenschaften zu Sachverhalten erklärt. So stellen für Bertrand Russell Relationen die Verbindungen her, während Gustav Bergmann eine eigene Entität („Nexus“) einführt und für Erwin Tegtmeier die Sachverhalte selbst die Rolle des Verbinders übernehmen.

#### Status von Sachverhalten
Die Frage, welche Status Sachverhalte annehmen können, ist umstritten. Für Russell, Wittgenstein und Grossmann gibt es nur bestehende, d. h. existierende und nicht-bestehende Sachverhalte. Bloß denkbare Sachverhalte, die durch sinnvolle, aber falsche Sätze ausgedrückt werden, haben danach ebenso wenig ein eigenes Sein wie undenkbare, durch sinnlose Sätze ausgedrückte Sachverhalte.
 Bergmann wendet dagegen ein, dass falsche und sinnlose Aussagen nicht auf eine Stufe gestellt werden können. Er geht daher davon aus, dass jeder Sachverhalt noch einen Modus, Potentialität oder Aktualität, besitzt, der zwar selbst kein Bestandteil des Sachverhalts ist, ihn aber durchdringt (permeate). Durch falsche, aber sinnvolle Sätze ausgedrückte Sachverhalte bestehen danach zwar nicht, sie existieren aber potentiell. Bestehende Sachverhalte dagegen existieren aktuell.
Notwendige Sachverhalte werden von vielen Sachverhalts-Ontologen (z. B. Bergmann, Grossmann, Tegtmeier) in Sachverhalte unterschieden, die auf Naturgesetzen und solchen, die auf logischen Gesetzen beruhen. Wittgenstein dagegen erkennt nur logische Notwendigkeiten an; Naturnotwendigkeiten verlegt er ins Bewusstsein und fasst sie wie David Hume als Erwartung auf, dass sich eine Regelmäßigkeit fortsetzt.

#### Propositionen
Propositionen werden in moderner Terminologie als die Inhalte von Sprechakten, vor allem von Behauptungen aufgefasst. Vertreter der Annahme von Propositionen weisen darauf hin, dass dieser Inhalt eine sachverhaltsartige Struktur aufweist. Die gleichen Propositionen können mit ganz unterschiedlichen sprachlichen Ausdrücken gekoppelt sein (z. B. „Schnee ist weiß“, „Snow is white“). Umgekehrt können auch völlig gleichlautende Sätze unterschiedlichen Propositionen zum Ausdruck bringen (z. B. „Hans trifft den Nagel auf den Kopf“ als wörtlich und als metaphorisch zu verstehende Aussage). Propositionen haben nach Russell – im Unterschied zu anderen Sachverhalten – „semantic features“. Sie sind auf etwas Außersprachliches bezogen und Träger von Wahrheitswerten: eine wahre Proposition korrespondiert einer Tatsache.
Ob Propositionen eine eigene Entität darstellen, ist umstritten. Eine realistische Deutung vertreten u. a. Bolzano und Meinong. Für Meinong sind Propositionen „Sätze an sich“, die sogar völlig unabhängig von konkreten Bewusstseinsinhalten existieren. Kritiker wie Nicholas Rescher meinen dagegen, dass Propositionen ihrem Sein nach vollständig von einem menschlichen Bewusstsein abhängen. Quine lehnt Propositionen ab, weil es seines Erachtens nicht möglich ist anzugeben, wann Sätze dieselben Propositionen zum Ausdruck bringen.

### Zeit
Ein zentrales Thema der gegenwärtigen Analytischen Ontologie ist der Charakter der Zeit. Wichtige Fragestellungen sind, wie das Fortbestehen von Gegenständen in der Zeit gedacht werden kann und ob die Gegenwart in besonderer Weise real ist.

#### Behauptung der Irrealität der Zeit
Ausgangspunkt der gegenwärtigen Diskussionen ist der Aufsatz The Unreality of Time von J. M. E. McTaggart (1908). McTaggart verfolgt darin das Ziel, mit sprachanalytischen Mitteln die Irrealität der Zeit zu beweisen. Die Grundlage von McTaggarts Argumentation ist die These, dass es zwei verschiedene Weisen gibt, wie wir uns auf die Position von Ereignissen in der Zeit beziehen können. Einerseits können wir sie mit den Begriffen „vergangen“, „gegenwärtig“ und „zukünftig“ zeitlich klassifizieren. Bei dieser Betrachtungsweise handelt es sich um indexikalische Zeitbestimmungen, da es vom Standpunkt des Betrachters abhängt, welcher der Begriffe auf ein Ereignis zutrifft. McTaggart nennt diese Variante die A-Reihe. Die zweite Möglichkeit ist, Ereignisse mit Hilfe der Begriffe „früher“, „später“ und „gleichzeitig“ zueinander in Beziehung zu setzen. Die so gekennzeichneten Relationen zwischen den Ereignissen sind nicht perspektivisch und somit permanent, sie konstituieren die B-Reihe.
Taggarts Versuch des Aufweises der Irrealität der Zeit teilt sich in zwei Teile. Zunächst versucht er zu zeigen, dass sich eine B-Reihe nicht ohne eine A-Reihe denken lässt; in einem zweiten Schritte will er die Widersprüchlichkeit von A-Reihen aufzeigen. Zum Aufweis der ersten These geht McTaggart von der Annahme aus, dass Zeit notwendig das Auftreten von Veränderung voraussetzt.
Gäbe es nun Veränderung nach dem Modell der B-Reihe ohne gleichzeitige A-Reihe, würde Veränderung entweder darin bestehen, dass ein Ereignis aufhört, ein Ereignis zu sein und dafür ein anderes anfängt zu existieren, oder darin, dass ein Ereignis sich in ein anderes verwandelt. Aufgrund der unveränderlichen Plätze, die die Ereignisse in der B-Reihe haben, ist dies jedoch für McTaggart ausgeschlossen. Ein Ereignis e1 folgt immer nach einem Ereignis e0. Das Ereignis e0 nimmt immer dieselbe Position in der Zeitreihe ein und hört niemals auf, das Ereignis e0 zu sein. Nach der B-Reihen-Theorie kann nicht ausgedrückt werden, wie aus dem Ereignis e0 jemals das Ereignis e1 werden soll.
In einem zweiten Schritt will McTaggart nachweisen, warum Veränderungen nach dem Modell der A-Reihe nicht widerspruchsfrei erklärbar sind. McTaggart stellt zunächst fest, dass es sich bei den Begriffen „vergangen“, „gegenwärtig“ und „zukünftig“ um Relationsbegriffe handelt, die sich auf etwas beziehen, das selbst nicht innerhalb der Zeitreihe stehen soll. Sein Haupteinwand ist aber die These, dass die Begriffe „vergangen“, „gegenwärtig“ und „zukünftig“ selbst nicht miteinander kompatibel sind. Jedem Ereignis kann nur einer der drei Begriffe zugesprochen werden, was aber im Widerspruch zur A-Theorie steht, nach der die Veränderung eines Ereignisses in der Zeit mit jedem dieser drei Begriffe beschrieben werden müsste.

#### Verteidigung der Realität der Zeit
Die Verteidiger der Realität der Zeit teilen sich in zwei Lager. Die eine Gruppe bestreitet McTaggarts Argument, dass die B-Reihen-Theorie der Zeit auf die A-Reihen-Theorie zurückzuführen sei, die andere wehrt sich gegen die von McTaggart behauptete Widersprüchlichkeit der A-Reihen-Theorie.

##### B-Reihen-Theorien
Für Anhänger der B-Reihen-Theorie ist Zeit nur durch die Beziehung „früher/später“ definiert. Ereignisse sind „tenseless facts“. Jedes Ereignis nimmt einen unverrückbaren Platz in der Zeitreihe ein, der unabhängig von einem Beobachter ist. Vergangenheit, Gegenwart und Zukunft sind gemäß dieser Auffassung gleich real, weshalb sie auch Äternalismus genannt wird. Die Einzel-Dinge haben eine vierdimensionale Struktur, d. h., ihre Identität ist nicht nur durch die drei räumlichen Dimensionen (Länge, Breite, Höhe), sondern ebenfalls durch die Zeit bestimmt.
Anhänger der B-Reihen-Theorie der Zeit argumentieren, dass nicht Ereignisse, sondern Dinge die Träger von Veränderung sind. Veränderung ist dabei das Ereignis, dass ein Ding anfängt zu existieren, ein anderes wird und zuletzt aufhört, zu existieren. Seine Kontinuität besteht darin, dass es sich über die Zeit hinweg ähnlich bleibt; die einzelnen Abschnitte des sich in der Zeit verändernden Gegenstandes werden dabei oft mit dem Bild des „Raum-Zeit-Wurms“ (spacetime worm) bezeichnet. Dieser „Raum-Zeit-Wurm“ ist das, was die Identität des Gegenstandes ausmacht (Perdurantismus).

##### A-Reihen-Theorien
Für Anhänger der A-Reihen-Theorie wird Zeit durch die Begriffe „vergangen“, „gegenwärtig“ und „zukünftig“ beschrieben. Ereignisse sind „tensed facts“ und lassen sich nur mit Hilfe indexikalischer Zeitbestimmungen beschreiben. Der Platz der Ereignisse in der Zeitreihe ist dynamisch und abhängig vom Beobachter. Zukünftige Ereignisse nähern sich kontinuierlich der Gegenwart, werden gegenwärtig und verschwinden schließlich immer weiter in die Vergangenheit. Die Gegenwart nimmt gemäß dieser Auffassung einen ontologisch ausgezeichneten Status ein, weshalb sie auch Präsentismus genannt wird. Die Einzel-Dinge haben eine dreidimensionale Struktur, d. h., ihre Identität ist nur durch die drei räumlichen Dimensionen bestimmt.
Auch für Anhänger der A-Reihen-Theorie sind meist Dinge die Träger von Veränderung. Die Dinge wandern als etwas, das selbst keine zeitlichen Teile hat, durch die Zeit. Veränderung bedeutet dabei, dass das Ding seine Eigenschaften in der Zeit wechselt, in seiner Substanz aber unverändert bleibt (Endurantismus).

### Kausalität
Die klassische Frage nach der Beziehung zwischen einer Ursache und ihrer Wirkung ist auch in der Analytischen Ontologie Gegenstand umfangreicher Kontroversen. Strittig ist u. a., welchen ontologischen Status Kausalbeziehungen aufweisen (eine eigene Entität oder reduzierbar auf nicht-kausale Entitäten, nur gedacht oder real?), was ihre Träger sind (Ereignisse, Eigenschaften, Sachverhalte etc.), welche Beziehung sie zu anderen ontologischen Begriffen (Disposition, Vermögen) aufweisen und ob sie zeitlich gerichtet sind.

#### Relata der Kausalitätsbeziehung
Bei der Frage, welchen Entitäten überhaupt in einer kausalen Abhängigkeit zueinander stehen, stehen eine Reihe von ontologischen Kategorien in der Diskussion: Ereignisse, Tatsachen, Eigenschaften oder Propositionen. Die beiden meistgenannten Relata sind Ereignisse und Tatsachen. Während Ereignisse raum-zeitliche Partikularien sind, auf die mit singulären Termen Bezug genommen werden kann, weisen Tatsachen keinen raum-zeitlichen Charakter auf und werden durch Sätze ausgedrückt. Für den Ereignis-Charakter von Kausalität spricht, dass Ursachen und Wirkungen Entitäten in Raum und Zeit zu sein scheinen. Ein Problem dieser Auffassung stellen allerdings Abwesenheiten und Unterlassungen dar, die nicht nach dem Ereignis-, sondern nur nach dem Tatsachen-Modell interpretiert werden können. Brian David Ellis und David Armstrong, die beide Ereignisse als Kausalitäts-Relata annehmen, verzichten daher auf eine kausale Interpretation von Abwesenheiten. Phil Dowe dagegen ist nicht bereit, von der kausalen Interpretation von Abwesenheiten abzusehen, und lässt demgemäß nicht nur Ereignisse, sondern auch Tatsachen als kausale Relata zu.

#### Eigenschaften der Kausalitätsbeziehung
In der aktuellen Diskussion um den Kausalitätsbegriff besteht allgemeiner Konsens, dass das Verhältnis zwischen Ursache und Wirkung eine nicht symmetrische Relation darstellt. Ursachen stehen in einer anderen Beziehung zu Wirkungen als Wirkungen zu Ursachen; sie führen Wirkungen herbei und nicht umgekehrt. Aufgrund dieser Nicht-Symmetrie wird häufig von einer zeitlichen Ordnung von Ursachen und Wirkungen ausgegangen. Als weitere Eigenschaft der Kausalitätsbeziehung wird allgemein deren Irreflexivität genannt. Ursachen können nicht Ursachen ihrer selbst sein, d. h., Ursachen und Wirkungen müssen voneinander verschieden sein. Umstritten ist dagegen die Frage, ob die Ursache-Wirkungsbeziehung transitiv ist, d. h., ob sich die kausale Relevanz einer Ursache, die Glied einer Kausalkette ist, über diverse Glieder einer Ursache-Wirkungskette hinweg erstreckt. Autoren wie David Lewis oder Ned Hall vertreten die Transitivität der Verursachungsbeziehung, gegenteiliger Auffassung sind dagegen etwa Douglas Ehring oder Igal Kvart.
Im Zusammenhang mit kausal verknüpften Entitäten werden oft zwei Prinzipien genannt, durch die das Verhalten der miteinander verknüpften Entitäten reguliert werden soll. Das erste Prinzip ist das so genannte Kausalitätsprinzip. In seiner schwachen Spielart verlangt es, dass Wirkungen nicht ohne Ursache auftreten, während die starke Formulierung festlegt, dass alle Ereignisse bzw. Tatsachen eine Ursache haben. Während das Kausalitätsprinzip in seiner schwachen Variante analytisch wahr ist, beansprucht die starke Variante synthetische Wahrheit, da der Ereignis- bzw. Tatsachenbegriff nicht die Existenz einer Ursache mit beinhaltet. Das zweite Prinzip, das Determinismusprinzip, besagt, dass bei gleichen Ursachentypen gleiche Wirkungstypen instantiiert werden. Ursachen determinieren gemäß diesem Prinzip ihre Wirkungen eindeutig.

#### Ontologischer Status der Kausalitätsbeziehung

##### David Hume und die philosophische Tradition
Während in der aristotelischen Tradition noch vier Begriffe von Ursache unterschieden wurden (Stoff-, Form-, Wirk- und Zielursache), wird seit Beginn der Neuzeit der Begriff der Ursache auf den der Wirkursache eingegrenzt. In der klassischen Sicht vor Hume bestand dabei grundsätzlich die Auffassung, dass die Ursache ihre Wirkung mittels einer ihr innewohnenden Kraft hervorbringe, wobei Ursache und Wirkung einander ähnlich sein müssen. Die Kritik David Humes an dieser Auffassung bildet den Ausgangspunkt der modernen Diskussionen. Für Hume ist Kausalität ein rein psychologischer Begriff. Wir bilden uns diesen aufgrund der Beobachtung der regelmäßigen Abfolge gleichartiger bzw. ähnlicher Ereignisse (Regularitätstheorie der Kausalität). Um den Kausalitätsbegriff anzuwenden, müssen dabei folgende Regeln erfüllt sein:
1. Ursache und Wirkung müssen sich in räumlicher und zeitlicher Nähe befinden
2. Die Ursache muss der Wirkung vorhergehen
3. Zwischen Ursache und Wirkung muss eine konstante (regelmäßige) Verbindung bestehen

##### Kritik an der Humeschen Auffassung
Humes Auffassung wird in der gegenwärtigen Diskussion mehrfacher Kritik unterzogen. Grundsätzlich wird kritisiert, dass Humes Theorie selbstwidersprüchlich sei, da sie ihren eigenen Prinzipien nicht folge und ihre Konzepte nicht aus der Empirie abgeleitet seien.
 Ein weiterer Einwand bezieht sich auf Humes Begriff des Vorhergehens (2). Bereits Thomas Reid hatte gegen Hume eingeworfen, dass es aufeinander folgende Ereignisabfolgen (z. B. Tag-Nacht) gebe, ohne dass wir deswegen schon von einer Ursache-Wirkung-Abfolge sprechen würden. Diesem Einwand hat sich in neuerer Zeit u. a. A. C. Ewing angeschlossen.

Kritisiert wird außerdem die geforderte Regelmäßigkeit der Verbindung zwischen Ursache und Wirkung. So werde z. B. in der Geschichtswissenschaft auch bei einmaligen Ereignis-Abfolgen oft von Kausalitäts-Beziehungen gesprochen („Die Ermordung von Erzherzog Franz Ferdinand war eine Ursache des Ersten Weltkriegs“).
 Als Gegenkonzept zu Hume wird oft auf das Modell Kants Bezug genommen, der Kausalität als ein Apriori-Konzept des Verstandes aufgefasst hatte, ohne das Erfahrung nicht möglich sei.
 Einige Kritiker Hume bestreiten die Grundannahme Humes, dass Kausalität nicht erfahren werden könne. So können wir für David Armstrong Kausalität introspektiv erfahren, wenn unsere Handlung unserer Willensleistung folgt, während für G.E.M. Anscombe Kausalität auch in der äußeren Gegenstandswahrnehmung erfahrbar ist.

##### Verteidigung der Humeschen Auffassung
Die Mehrheit der analytischen Philosophen verteidigt die Humesche Auffassung des Kausalitäts-Begriffs. Das Problem der singulären Urteile wird dabei von Anhängern Humes als unproblematisch angesehen und so interpretiert, dass sich bei singulären Urteilen im Prinzip nur um Instanzen von allgemeinen Urteilen handle und deswegen auch deren Kausalitätskriterien gelten können.
Eine intensive Diskussion hat vor allem der Begriff der „Regelmäßigkeit“ in Humes Ansatz ausgelöst.
John Stuart Mill arbeitet heraus, dass eine regelmäßige Aufeinanderfolge von Ereignissen erst dann als kausal bezeichnet werden dürfe, wenn die Aufeinanderfolge von keinen weiteren Bedingung mehr abhänge (so bestehe zwischen Tag und Nacht kein kausales Verhältnis, da dies von äußeren Bedingungen, der Existenz der Sonne und der Rotation der Erde, abhänge).
John Leslie Mackie analysiert die Begriffe Ursache und Wirkung mit Hilfe des Begriffspaars „notwendige/hinreichende Bedingungen“. Diese Analyse ist unter dem Titel „INUS-Bedingung“ bekannt geworden: Eine Ursache ist ein nicht hinreichender (insufficient), aber notwendiger (necessary) Bestandteil einer komplexen Bedingung, die selbst als Ganze nicht notwendig (unnecessary), aber hinreichend (sufficient) ist. Mackie will damit ausdrücken, dass die Ursachen, die wir für ein bestimmtes Ereignis angeben, Teile eines so genannten kausalen Feldes (causal field) sind, das wir zur Deutung des Ereignisses heranziehen. Eine Ursache stellt dabei für sich eine nicht hinreichende, aber notwendige Komponente dieses kausalen Feldes dar. Ursachen sind stets in einen Komplex anderer Faktoren eingebunden, ohne die sie ihre kausale Relevanz nicht entfalten können.
David Lewis entwickelt eine Theorie kontrafaktischer Kausalität, mit der er den Begriff der kausalen Abhängigkeit durch den der kontrafaktischen Abhängigkeit ersetzen will. Ein Ereignis b ist genau dann kontrafaktisch abhängig von einem Ereignis a, wenn a und b stattfinden und gilt: Hätte a nicht stattgefunden, wäre auch b ausgeblieben.